# Sorø Akademi 1958-80 - Tvang og trivsel
|  | Denne artikel er oprettet af botten PalnaBot ud fra en ekstern database. Den kan derfor have sproglige fejl eller mangler. Denne skabelon kan fjernes efter kontrol af indholdet. |

Sorø Akademi 1958-80 - Tvang og trivsel er en film instrueret af Svend Erik Worm.

## Handling
Tvang og trivsel. En skildring af livet i hverdag og fest på Sorø Akademi i perioden 1958-80.